# U.S. Men's Clay Court Championships 2018
Lo U.S. Men's Clay Court Championships 2018, anche conosciuto come Fayez Sarofim & Co. U.S. Men's Clay Court Championships per motivi di sponsorizzazione, è stato un torneo di tennis giocato sulla terra rossa. È stata la 108ª edizione dello U.S. Men's Clay Court Championships, che faceva parte della categoria ATP Tour 250 nell'ambito dell'ATP World Tour 2018. Si è giocato presso il River Oaks Country Club di Houston, negli USA, dal 9 al 15 aprile 2018.

## Partecipanti

### Teste di serie
| Nazionalità | Giocatore         | Ranking* | Testa di serie |
| ----------- | ----------------- | -------- | -------------- |
| Stati Uniti | John Isner        | 9        | 1              |
| Stati Uniti | Sam Querrey       | 14       | 2              |
| Stati Uniti | Jack Sock         | 16       | 3              |
| Australia   | Nick Kyrgios      | 24       | 4              |
| Spagna      | Fernando Verdasco | 36       | 5              |
| Stati Uniti | Steve Johnson     | 52       | 6              |
| Stati Uniti | Ryan Harrison     | 54       | 7              |
| Stati Uniti | Tennys Sandgren   | 56       | 8              |

* Ranking al 2 aprile 2018.

### Altri partecipanti
I seguenti giocatori hanno ricevuto una wild card per il tabellone principale:
- Dustin Brown
- Nick Kyrgios
- Mackenzie McDonald

I seguenti giocatori sono entrati nel tabellone principale passando dalle qualificazioni:

- Miomir Kecmanović
- Stefan Kozlov
- Denis Kudla
- Yoshihito Nishioka

### Ritiri
Prima del torneo
- Kevin Anderson → sostituito da  Blaž Kavčič
- Jérémy Chardy → sostituito da  Tarō Daniel
- Chung Hyeon → sostituito da  Bjorn Fratangelo
- Lukáš Lacko → sostituito da  Tim Smyczek
- Feliciano López → sostituito da  Henri Laaksonen
- John Millman → sostituito da  Ernesto Escobedo

## Campioni

### Singolare maschile
Steve Johnson ha battuto in finale  Tennys Sandgren con il punteggio di 7–6(2), 2–6, 6–4.
- È il terzo titolo in carriera per Johnson, il primo della stagione nonché il secondo consecutivo a Houston.

### Doppio maschile
Maks Mirny /  Philipp Oswald hanno battuto in finale  Andre Begemann /  Antonio Šančić con il punteggio di 6(2)–7, 6–4, [11–9].